# Saint-Pierre-d'Aurillac
Saint-Pierre-d'Aurillac är en kommun i departementet Gironde i regionen Nouvelle-Aquitaine i sydvästra Frankrike. Kommunen ligger i kantonen Saint-Macaire som tillhör arrondissementet Langon. År 2022 hade Saint-Pierre-d'Aurillac 1 277 invånare.

## Befolkningsutveckling
Antalet invånare i kommunen Saint-Pierre-d'Aurillac
Referens:INSEE